# Cathédrale Sainte-Réparate de Nice
Ne doit pas être confondu avec Basilique Notre-Dame de l'Assomption de Nice.

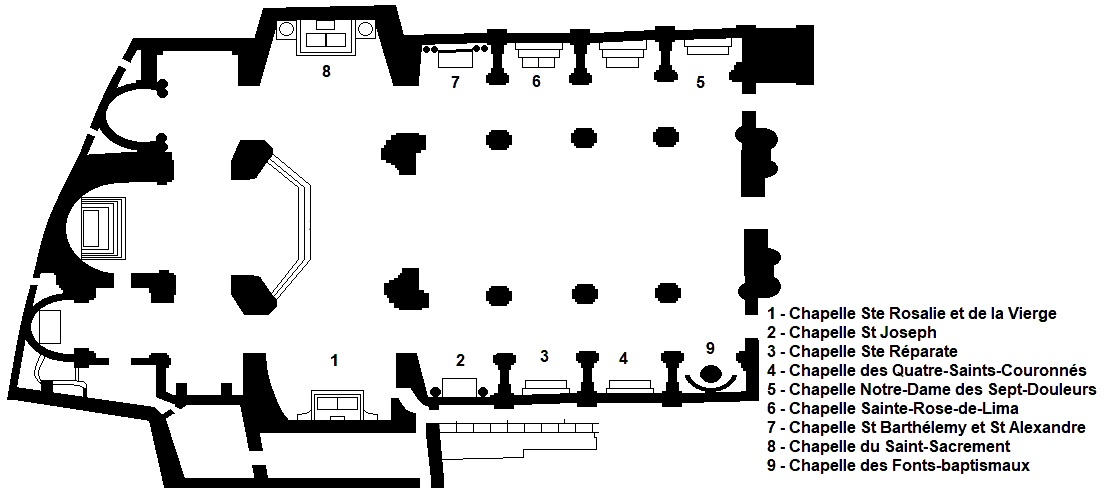
Plan de la cathédrale Sainte-Réparate de Nice.

La cathédrale Sainte-Réparate de Nice (Catedrala Santa-Reparada en niçois) est une cathédrale catholique édifiée dans le Vieux-Nice, dont le bâtiment actuel est construit entre 1650 et 1699, année de sa consécration. Elle est le siège du diocèse de Nice.
Elle est située au 3, place Rossetti, à Nice, dans les Alpes-Maritimes.
Classée monument historique par arrêté du 9 août 1906, elle a été élevée au rang de basilique mineure en 1949.

## L'église primitive
C'est en 1078 que Raimbald Rostagni ramène de Rome des reliques de sainte Réparate et fonde un oratoire au pied du château, dans la carriera Draperium.
Le chartrier de l'abbaye de Saint-Pons mentionne que le prieuré de Sainte-Réparate appartient à l'abbaye depuis 1185. C'était le plus important de l'abbaye par l'étendue des terres qu'il possédait autour de l'église.
L'augmentation de la population de Nice va entraîner une implantation des habitations vers les terres basses, autour du prieuré.
Une église est construite au début du XIIIe siècle sur un terrain appartenant aux moines de l’abbaye de Saint-Pons. Elle est qualifiée d’église lors de son érection en paroisse en 1246.

## La cathédrale

### Histoire

#### L'ancienne cathédrale
La cathédrale Sainte-Marie du château de Nice, placée sous le vocable de sainte Marie de l'Assomption, était située dans la ville haute fortifiée, sur la colline du château. L'extension et le renforcement des fortifications par les ducs de Savoie va progressivement isoler la cathédrale des habitants. À partir de 1512, les autorités envisagent de transférer la cathédrale dans la ville basse. Les fouilles de la colline du château ont permis de mettre au jour les vestiges des fondations des différentes cathédrales :
- la cathédrale paléochrétienne (Ve siècle), bâtiment à nef unique presque orienté, de 22 x 10 m, avec un chœur rectangulaire de 3,40 x 7,20 m. À partir des recherches archéologiques faites sur des églises mérovingiennes, il est probable que l'église devait avoir deux bâtiments annexes situés de part et d'autre de la nef, mais qui n'ont pas été retrouvés à Nice ;
- le réaménagement de la cathédrale à l'époque carolingienne, avec la transformation de l'abside devenue semi-circulaire ;
- la première cathédrale médiévale, dans la première moitié du XIe siècle (l'autel majeur est consacré en 1049), qui reprend l'abside carolingienne et construit une église à trois nefs. Un avant-chœur surélevé a dû être construit au moment de la constitution du chapitre des chanoines, au XIIe siècle ;
- la seconde cathédrale médiévale, datant probablement de la première moitié du XVe siècle. Un dessin d'Ercole Negro, de 1590, permet de voir à quoi ressemblait cette cathédrale. Elle a été construite en déplaçant vers l'est le chevet pour agrandir le chœur et la surélévation du niveau du sol. Une crypte a dû être construite au niveau des cathédrales précédentes. Après le transfert de la cathédrale dans l'ancien prieuré Sainte-Réparate, la cathédrale est devenue l'église du château.
Le 12 mars 1691, l'armée française commandée par Catinat, forte de 10 000 hommes, franchit le Var. Le 28 mars commence le bombardement du château de Nice. La fin de l'ancienne cathédrale est racontée dans un texte du notaire Giraudi : «Le combat dura jusqu'au 30, jour du bienheureux Amédée de Savoie à la 22e heure, lorsque tout à coup une bombe étant tombée sur le donjon, elle mit le feu à une grande quantité de poudre, et le donjon sauta avec plusieurs personnes qui y étaient détenues prisonnières. ... Et par l'écroulement des murs ont été tuées plus de mille deux cents personnes. ...L'église très ancienne du château et toutes les bâtisses furent jetées à terre et les pierres du donjon tombèrent jusqu'au sanctuaire de la Très Sainte Madone de Cimiez.»[6]. Les fortifications de la colline château ont été démolies sur ordre de Louis XIV, en 1706[7].

#### La cathédrale Sainte-Réparate

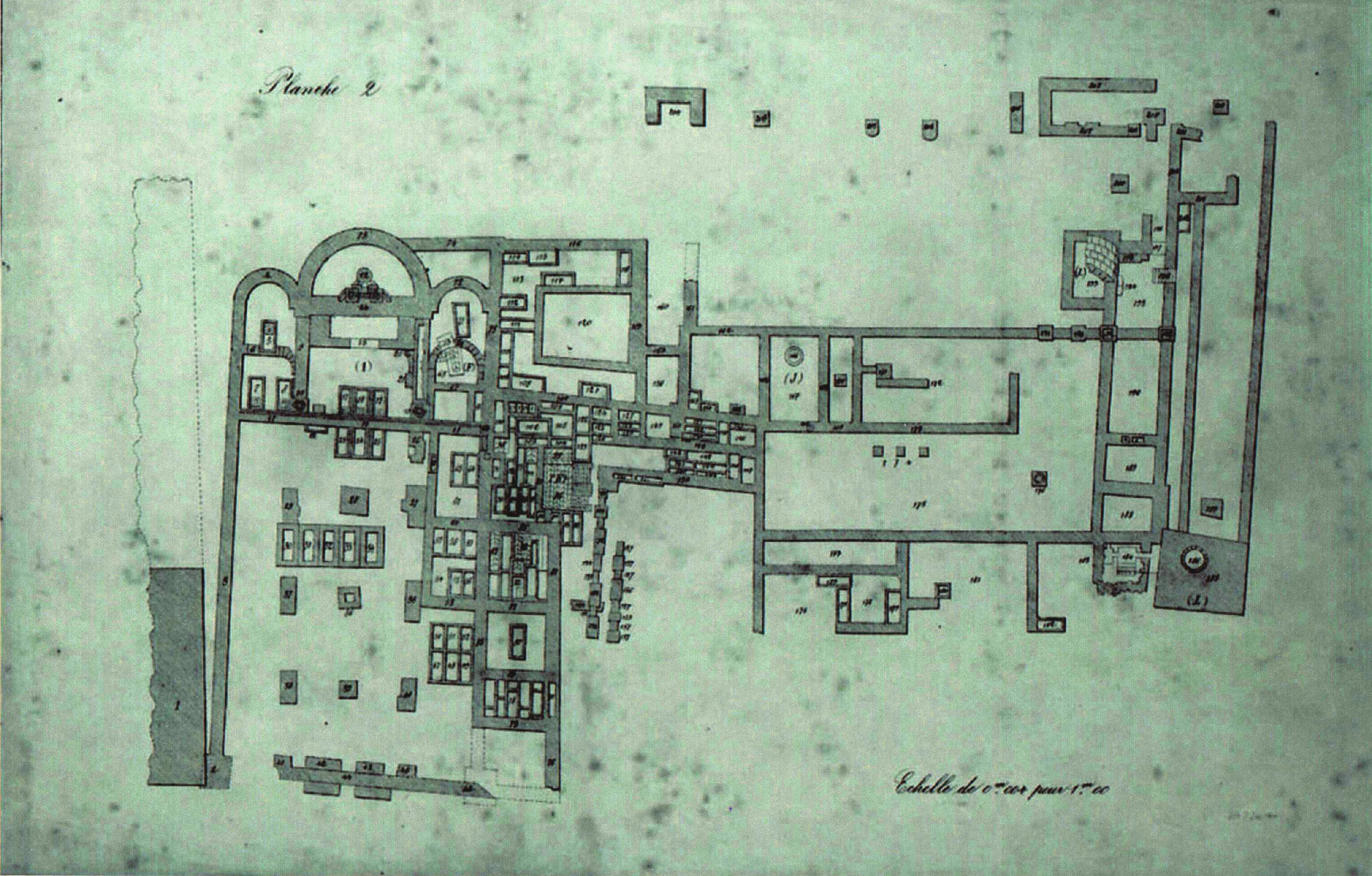
Les fouilles de la cathédrale médiévale (fouilles de Philippe Geny en 1875).

Dans la première moitié du XVIe siècle, une série d’actes entérine le transfert du siège de la cathédrale, depuis la colline du château jusqu’à sainte Réparate. En 1531, l'abbaye Saint-Pons accepte de céder au chapitre cathédral l'église Sainte-Réparate contre l'église paroissiale Saint-Jacques-le-Majeur, appelée aussi chapelle Saint-Giaume, qui est devenue l'église de l'Annonciation dite de Sainte-Rita. Le duc de Savoie approuve cette cession en 1533. L'échange est enregistré sur acte du notaire du 4 novembre 1561. Les moines de Saint-Pons précisent qu'ils ne peuvent être tenus à payer aucune dépense. En 1590, lors d’une cérémonie officielle, sous la présidence de l’évêque Pallavicini et en présence du duc de Savoie, elle est reconnue comme « chiesa-cattedrale ».
Cependant, jugeant l'édifice trop petit, l'évêque Didier Palletis confie en 1649, à l'architecte Jean-André Guiberto (ou Guibert, ou Giovanni Andrea Guiberto), ingénieur militaire niçois, la construction d'un édifice plus en rapport avec l'importance de la ville. À la même époque, cet ingénieur construisait la nouvelle église de L'Escarène. La construction s'est faite suivant un plan basilical en croix latine. La construction débute le 7 janvier 1650 par le chœur. Fin 1651, on en est au transept et à la coupole. Le reste de la construction va être plus lent et dépendre des fonds disponibles. Le campanile est démoli.
Le 18 septembre 1658, la voûte de la nef s'effondre devant l'évêque Palletis qui se blesse à la tête et en meurt quelques heures plus tard.
Les travaux ne reprennent qu'en 1673 avec l'évêque Henri Provana de Leyni. Les travaux sont terminés par l'architecte Marc-Antoine Grigho, originaire du Tessin. Le gros œuvre de la cathédrale se termine entre 1680 et 1682. La décoration du chœur avait commencé en 1655 avec le stucateur lombard Giovanni Pietro Riva et a continué jusqu'à la fin du XVIIe siècle.
La cathédrale est consacrée le 30 mai 1699 par l'évêque Henri Provana de Leyni.
Au XVIIIe siècle, on entreprend la reconstruction du campanile démoli en 1651. En 1724, deux projets sont présentés, l'un par l'architecte Carlo Antonio Castelli, l'autre par Carlo Gioanetti. Aucun n'a été retenu. La construction a été commencée en 1731, par l'évêque Recrosio, et terminée en 1757 par son successeur.
La place devant la cathédrale a été agrandie après 1815 suivant des projets de planification faits par le Consiglio d'Ornato pour désenclaver le tissu urbain de la vieille ville. Les dernières maisons ont été détruites en 1871. La façade prévue par Jean-André Guiberto a été ajoutée entre 1825 et 1830 dans une teinte gris clair uniforme.
En 1899, l'évêque mondain Henri-Louis Chapon a fait prolonger les deux bas-côtés de part et d'autre du chœur et modifier le chœur. Il fait installer un nouvel orgue.
À partir de 2009 commence une campagne de restauration générale pour mettre en valeur l'intérieur et la façade de la cathédrale.
La façade de la cathédrale est restaurée à partir de la fin 2011.
Les funérailles du pilote de F1 Jules Bianchi y sont célébrées en 2015.
Le 15 juillet 2016, une messe au suffrage des victimes de l'attentat commis la veille sur la promenade des Anglais est célébrée par Mgr André Marceau et Mgr Bernard Barsi, en présence notamment de l'ancien président Nicolas Sarkozy, du maire de Nice Philippe Pradal, de Christian Estrosi, d'Éric Ciotti et de Marion Maréchal-Le Pen,. Le Figaro note que « la cérémonie était majestueuse, célébrée par quatre évêques et pas moins de 20 prêtres dans la couleur violette qui sied aux défunts ».

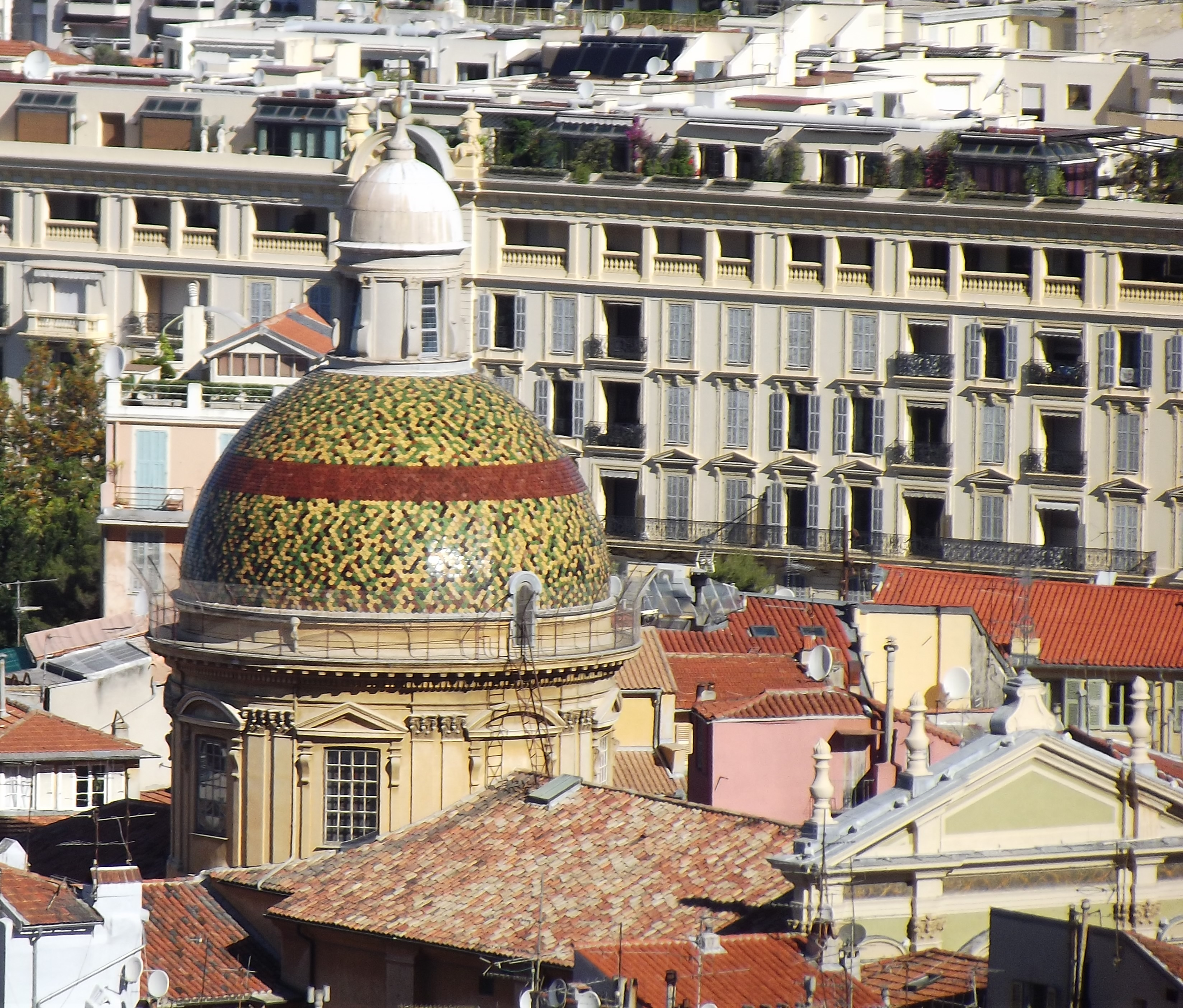
Dôme de la cathédrale Sainte-Réparate.

### Description

#### Extérieure
Originellement rectangulaire et orientée vers le nord, la cathédrale est reconstruite sur le modèle de l'église Sainte-Suzanne de Rome : un plan en croix latine, orientée vers l'est, avec une coupole, aux tuiles de couleur vernissées à la mode génoise, à la croisée du transept. Le bâtiment est de style baroque. Depuis son édification, plusieurs remaniements ont été faits : un campanile, construit entre 1731 et 1757, a été ajouté, masquant partiellement la coupole ; une façade baroque a été plaquée sur la façade originale entre 1825 et 1830 et enfin, entre 1900 et 1903, une abside a été ajoutée de chaque côté du chœur.

#### Intérieure

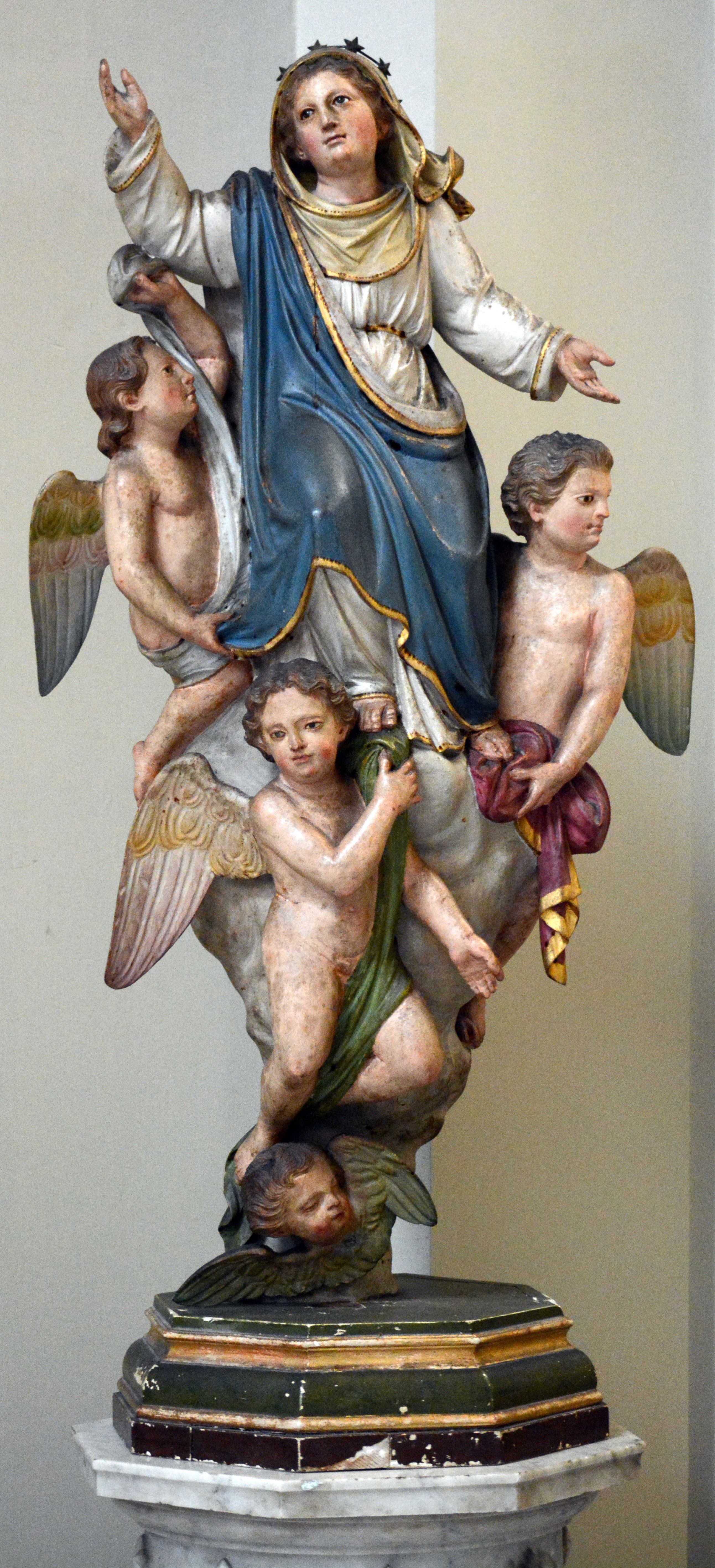
Statue de la Vierge Marie portée par des angelots, bois polychrome, posé sur socle de marbre blanc.

L'intérieur, également de style baroque, compte dix chapelles : la Madone-des-Sept-Douleurs, la Crucifixion, Sainte-Rose-de-Lima, Saints-Alexandre-et-Barthélémy (la crèche qui y était momentanément installée brûla en 1989, l'incendie causant la destruction de la chapelle et la perte des reliques de saint Alexandre, martyr romain, qui y étaient exposées à demeure sous l'autel), Saint-Sacrement, Sainte-Rosalie et la Vierge, Saint-Joseph, Sainte-Réparate, les Quatre-Martyrs-Couronnés et Saint-Jean-Baptiste.
Jusqu'à la fin du XVIIe siècle, ces chapelles appartenaient à des particuliers ou à des corporations qui se chargeaient de les entretenir.
Le maître-autel est surmonté d'une représentation de la Gloire de Sainte Réparate, vierge martyre dont les restes reposent dans la cathédrale depuis 1690.

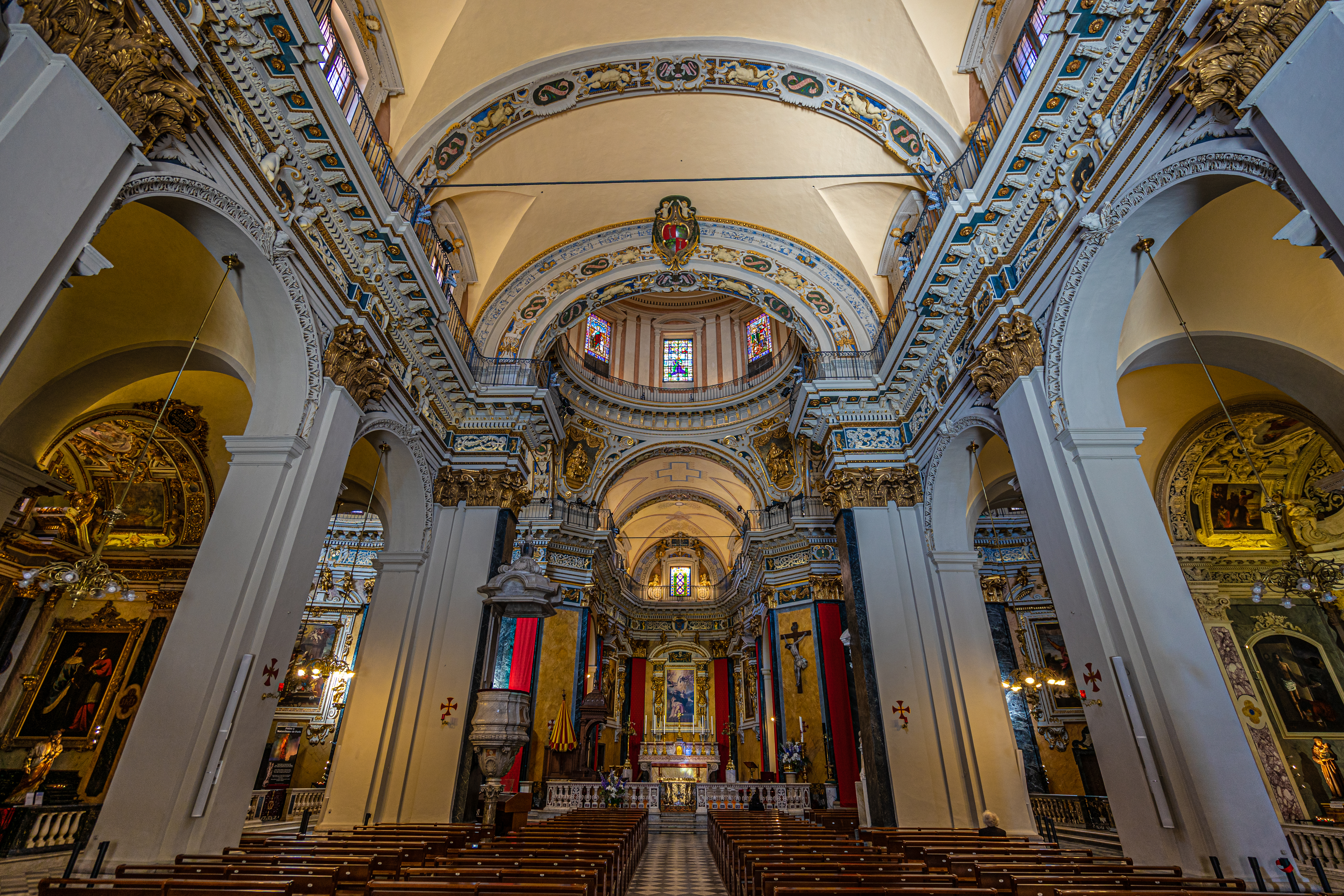
L'intérieur de la cathédrale.
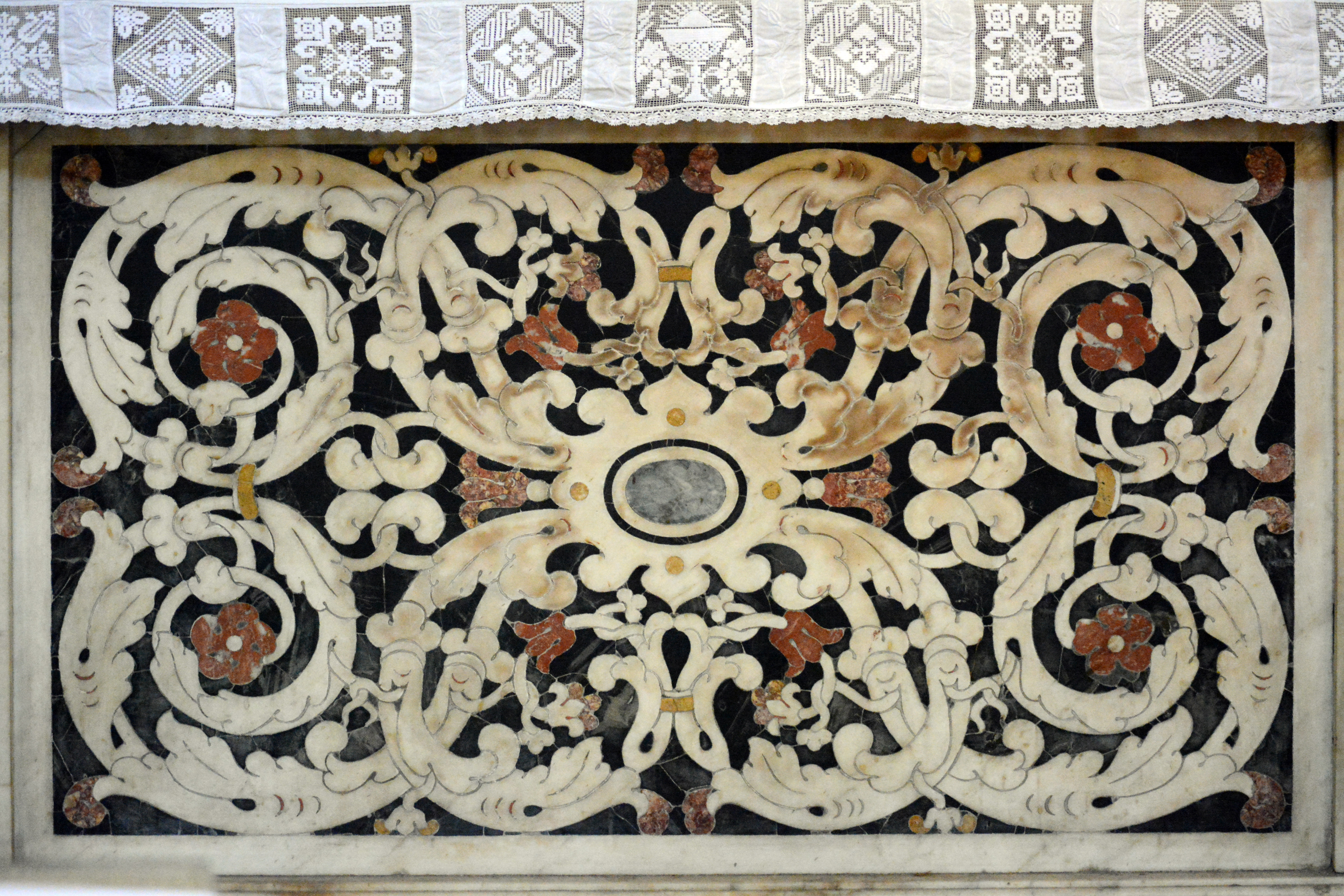
Marqueterie de marbre (panneau central du devant d'autel).
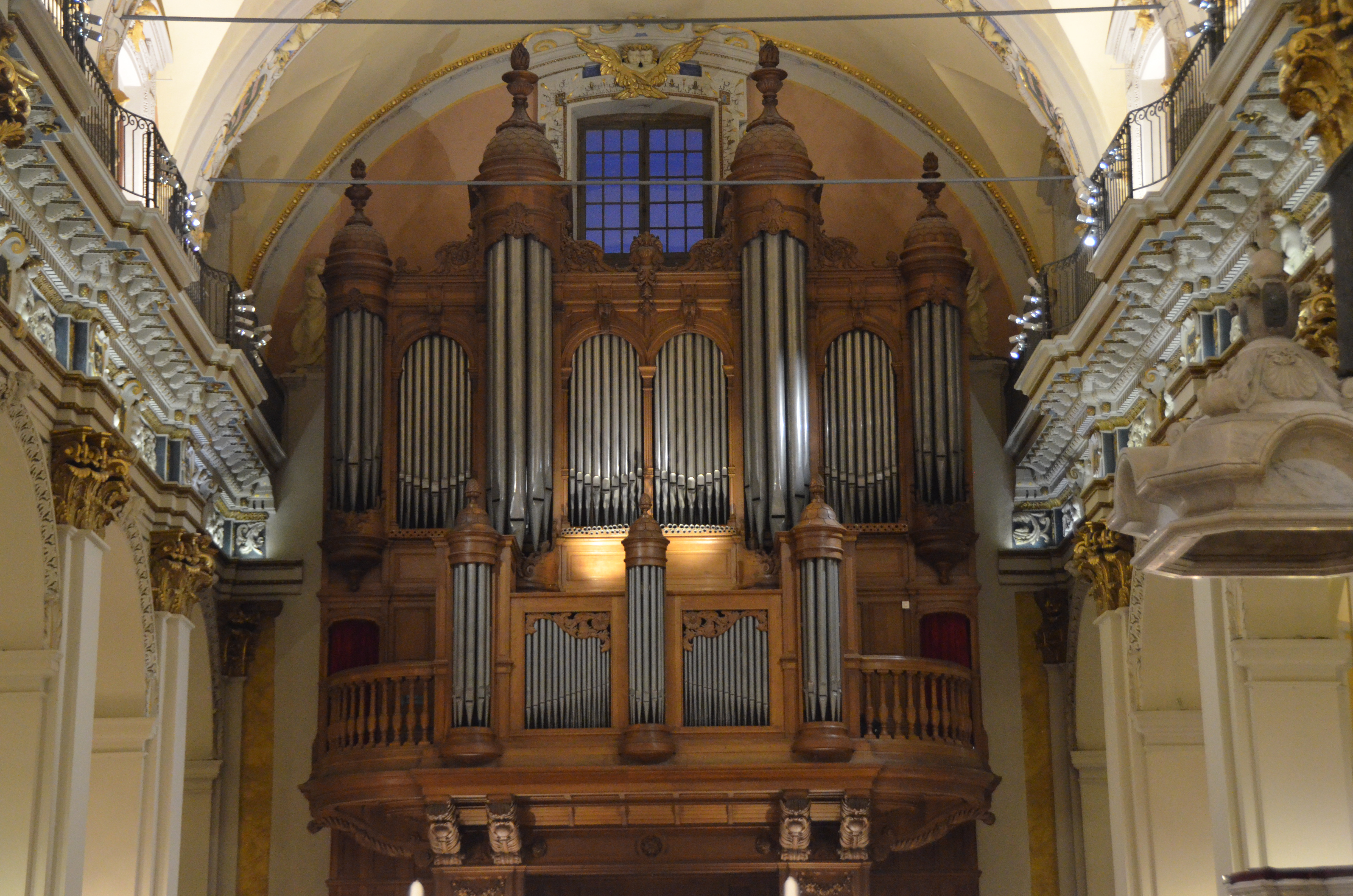
Grandes orgues historiques reconstruites par Jean Loup Boisseau en 1974, inaugurées par Pierre Cochereau.

## Les orgues
Trois orgues sont présents dans la cathédrale. Les grandes orgues historiques Boisseaux sont placées au-dessus du narthex, sur une tribune. L'orgue de chœur est placé à gauche du chœur et l'orgue de la chorale dans la salle Jean-Paul-II, salle de répétition de la Maîtrise.

## Chapelle Sainte Réparate
Dans la cathédrale, une chapelle a été construite vers 1670 pour la famille Torrini de Fougassières. L'un de ses membres légua pour l'orner trois tableaux du martyr de la sainte attribués au peintre Baldino. Ces tableaux représentent les tortures infligées à la sainte : on lui verse dans la bouche de la poix en fusion, on applique sur sa poitrine des torches en feu, on la décapite.
Sur l'autel est exposée la châsse de verre contenant les reliques de la sainte, authentifiées en 1689.
Les armoiries des Torrini (une tour surmontée d'une étoile) figurent au bas à droite du tableau central et au sommet de chacune de ses colonnes.

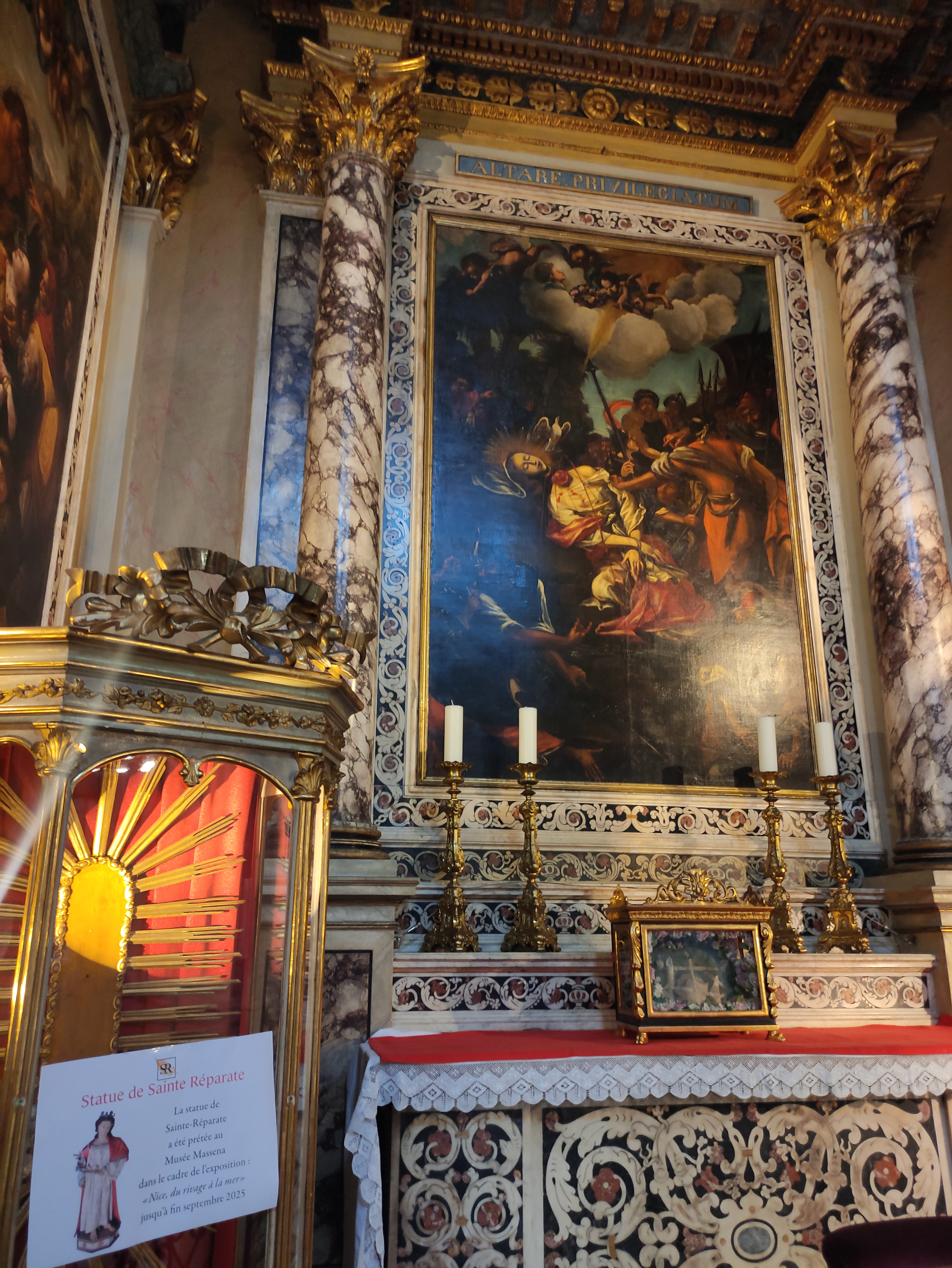
Chapelle Sainte Réparate
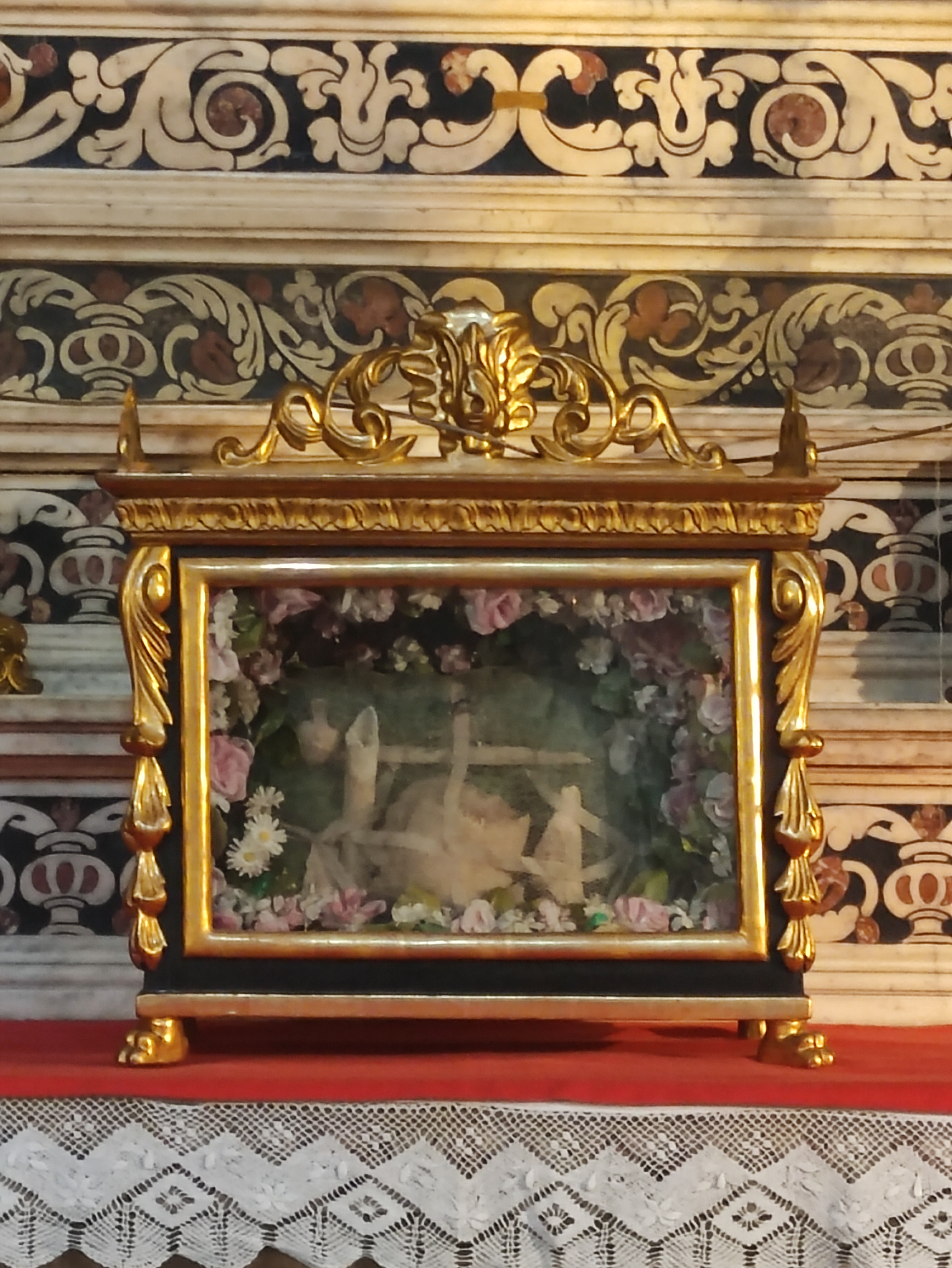
Relique de Sainte Réparate
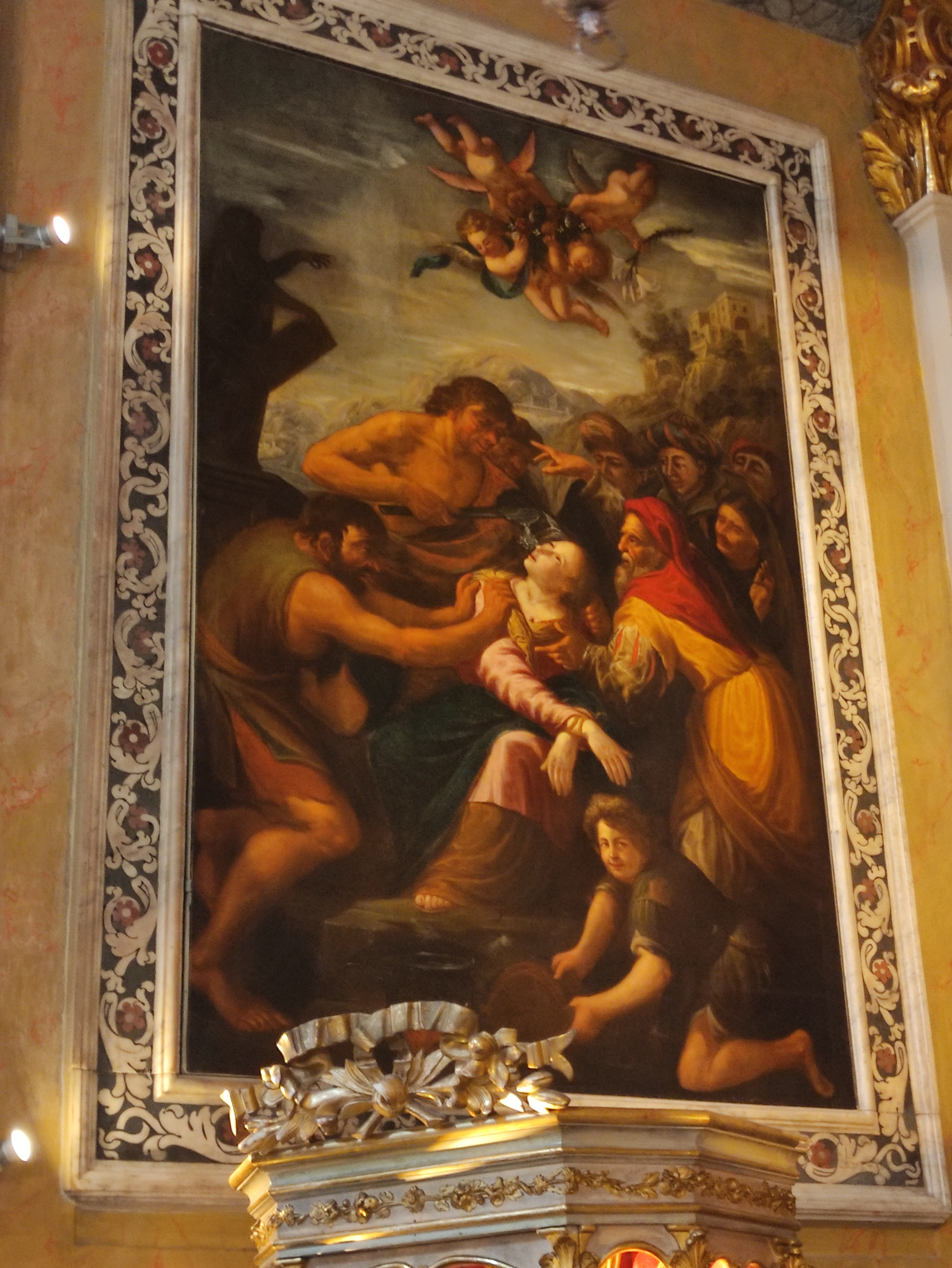
Le supplice de la poix
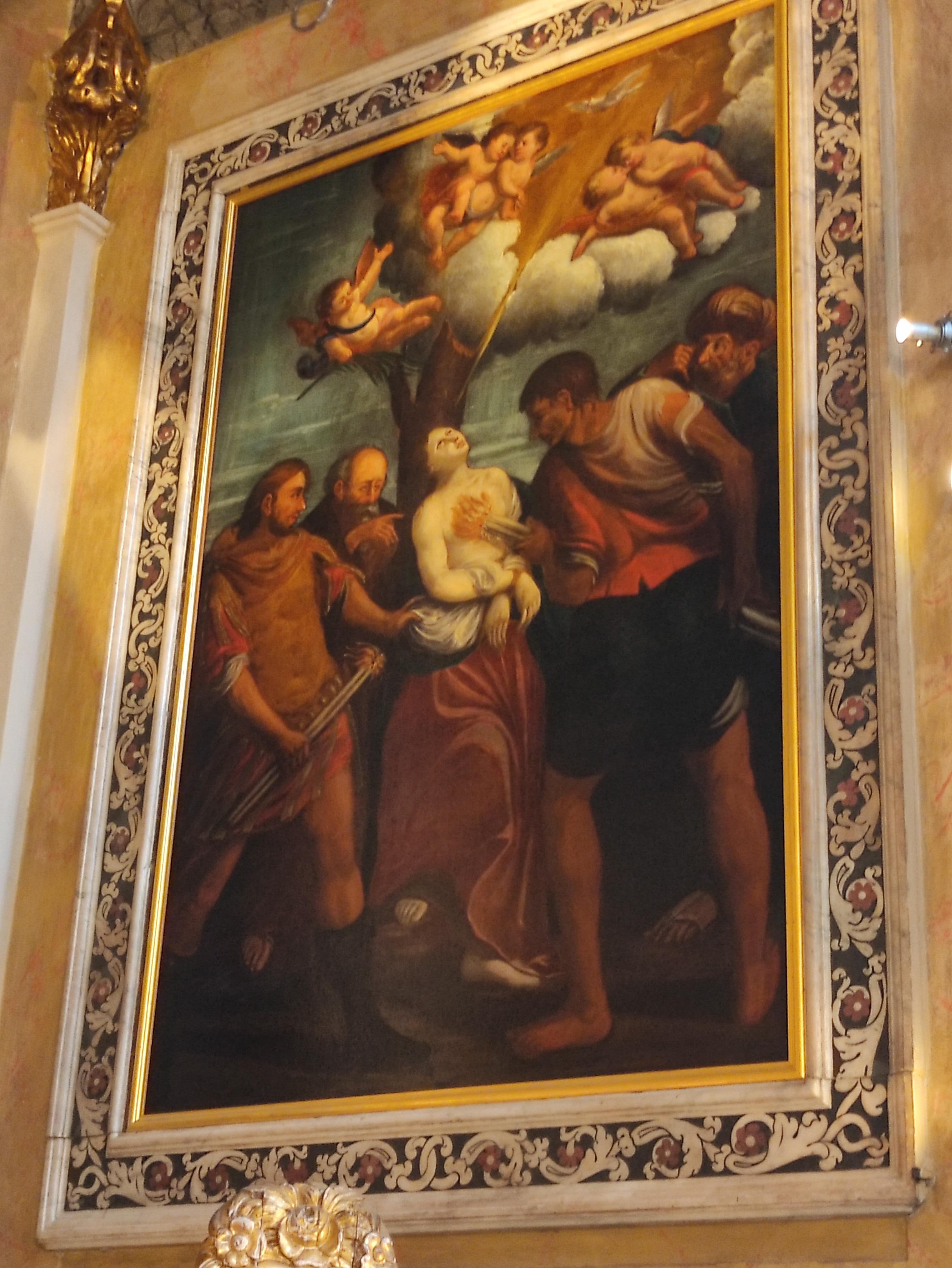
Le supplice du feu
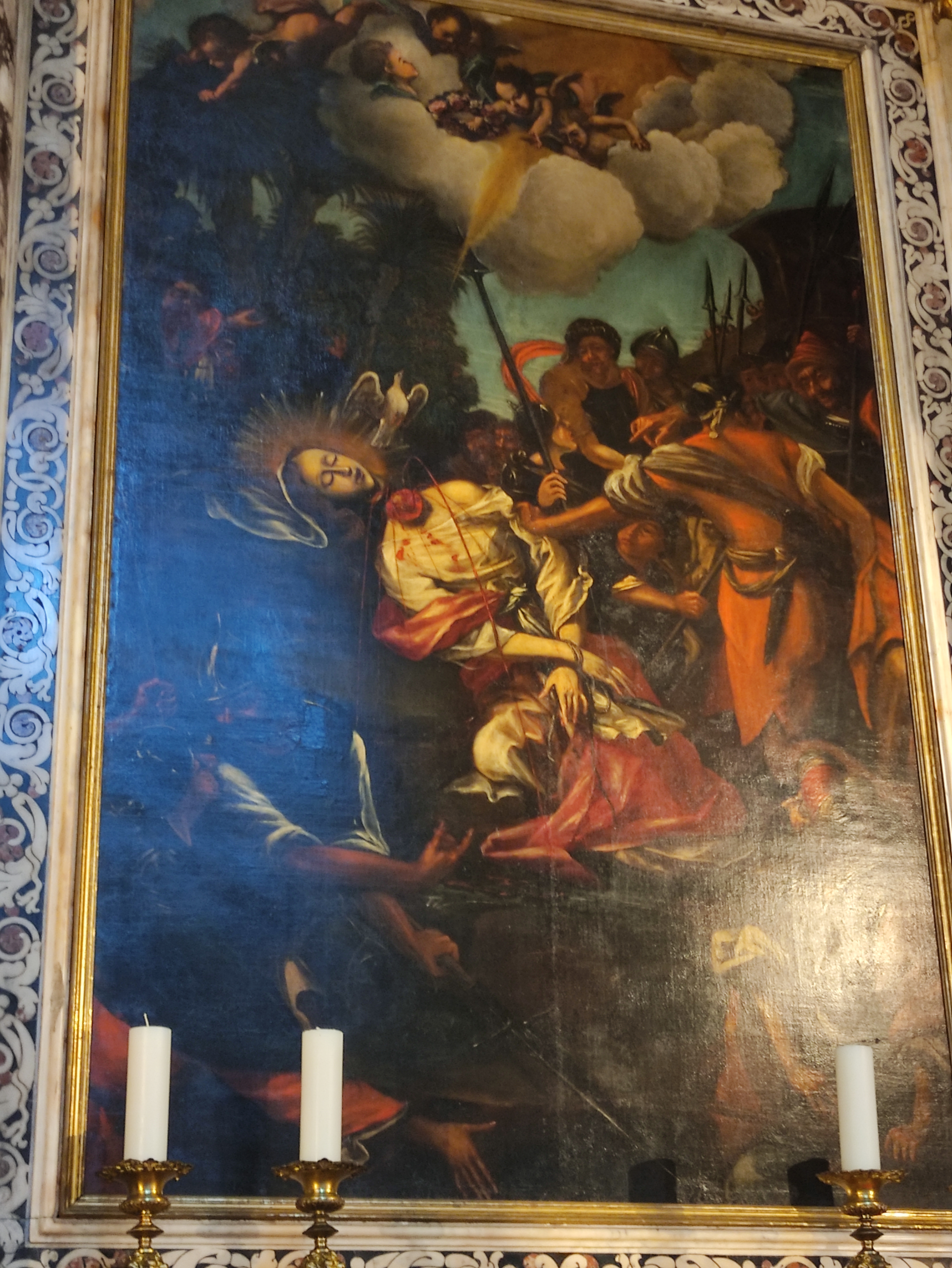
La décapitation